# Adschman Club
Der Adschman Club ist ein Sportverein aus Adschman, Vereinigte Arabische Emirate, der 1974 gegründet wurde. Seit dem Aufstieg 2007/08 spielt die Fußballabteilung in der höchsten Liga des Landes, der UAE Arabian Gulf League. Seine Heimspiele trägt der Verein im Adschman-Stadion aus. Nach dem Abstieg aus der 1. Liga zu Ende der Saison 1991/92 hat der Verein bis zur aktuellen Saison nicht mehr in der UAE-League gespielt. Zeitweise spielte man sogar in der 3. Liga. Der größte Erfolg des Vereins war der Gewinn des President’s Cup 1984.

## Vereinserfolge

### National
- UAE President’s Cup

Pokalsieger 1983/84
- UAE Arabian Gulf Cup

Ligapokalsieger 2012/13
- UAE First Division League

Aufsteiger 1989/90, 2007/08
- UAE Second Division League

Aufsteiger 1996/97

## Bekannte ehemalige Spieler
- Razzaq Farhan
- Wassim El Banna